# The Kiffness
David Scott (geb. 11. Februar 1988), besser bekannt unter seinem Bühnennamen The Kiffness, ist ein südafrikanischer Musiker und YouTuber, Produzent und Parodiekünstler sowie der Gründer und Leadsänger der Band The Kiffness. Trotz des ursprünglichen Bandnamens wird Scott auch als Solokünstler nur als The Kiffness bezeichnet.

## Frühes Leben und Karriere
Scott war 2004 Mitglied des KwaZulu-Natal Youth Choir und erhielt seine Ausbildung an der Michaelhouse School. Scott begann ein Medizinstudium an der Witwatersrand-Universität, brach dieses jedoch ab, um Musik und Philosophie an der Rhodes-Universität zu studieren. Er ist mit Jute Scott verheiratet, und das Paar hat einen gemeinsamen Sohn, der im Januar 2022 geboren wurde. Scott versuchte mehrere Jahre, als Trompeter in Jazzbands Fuß zu fassen und spielte zudem Schlagzeug in Kirchen- und Rockgruppen, bevor er sich dem DJing zuwandte, was den Grundstein für seine musikalische Karriere legte. Angesprochen darauf, wie es zu dem Namen The Kiffness kam, erklärte Scott, dass er auf der Suche nach etwas Einzigartigem war, das südafrikanisch klang und im Internet auch leicht zu finden ist. Sein Bruder benutzte die E-Mail-Adresse „kiffness“ und die fand er äußerst interessant. Scott durchforstete das Internet und stellte fest, dass es nichts Gleichnamiges gab, so entschloss er sich The Kiffness zu benutzen, weil es sich richtig anfühlte. Besonders beeinflusst wurde er von der südafrikanischen Band Goldfish, die Jazz-Elemente mit elektronischen Beats und Basslinien kombinierte und damit eine anspruchsvolle Form von Tanzmusik geschaffen hatte. Neben seiner musikalischen Tätigkeit als DJ und in einer Jazzband veröffentlichte er 2013 zusammen mit Matthew Gold die Single Where Are You Going?. Mitte 2014 kam der Musiker Clem Carr hinzu, der Keyboarder, Saxofonist und Produzent von The Kiffness war. Seit seinem Ausstieg wird das Projekt von David Scott als Soloprojekt weitergeführt. Das Album Kiff wurde 2015 und 2017 für die 21. South African Music Awards nominiert.
2017 veröffentlichte er den Song White Privilege, um das Bewusstsein für soziale Ungerechtigkeiten unter weißen Südafrikanern zu schärfen. Der Song thematisierte die anhaltenden Gesellschaftlichen  Probleme und regte Diskussionen über Rassismus und Ungleichheit an. 2018 produzierte er ein Musikvideo zu seinem Afrikaans-Song Pragtig Meisie, in dem das Gesicht des umstrittenen Nationalisten und Sängers Steve Hofmeyr auf einer aufblasbaren Puppe abgebildet war. Diese provokante Darstellung kritisierte Hofmeyrs nationalistisches Gedankengut und zielte darauf ab, die gesellschaftlichen Spannungen in Südafrika zu beleuchten.
Im Jahr 2019 untersagte Scott der South African Broadcasting Corporation (SABC), seine Musik auszustrahlen, nachdem bekannt wurde, dass die SABC keine Tantiemen an die Künstler für die Wiedergabe ihrer Lieder zahlte. Scott gab an, dass ihm eine Summe von 60.000 Rand (etwa 3.000 Euro) zustehe.
Im Jahr 2020 veröffentlichte er eine Parodie der Nationalhymne Südafrikas mit dem Titel Nkosazan‘ Dlamini Trafficker. Diese Parodie richtete sich gegen das Verbot von Nkosazana Dlamini-Zuma, das den Verkauf von Zigaretten während des COVID-19-Lockdowns untersagte. Mzwandile Masina, der damalige Bürgermeister von Ekurhuleni, äußerte Kritik an Scott und bezeichnete die Parodie als rassistisch. Scott versuchte, den satirischen Charakter seiner Arbeit zu erklären, während Masina argumentierte, dass die Parodie keine wirkliche Satire darstellen könne. Scott stellte die provokante Frage, ob die Reaktion des Bürgermeisters anders gewesen wäre, wenn ein schwarzer Künstler den Remix erstellt hätte. Masina verneinte dies und betonte, dass „die Hautfarbe keine Rolle spielt, ob gelb oder rosa – es ist dasselbe.“
Ende 2020 arbeitete The Kiffness mit dem türkischen Musiker Bilal Göregen an einem Remix von Göregens Interpretation von Ievan Polkka zusammen, der auf YouTube viral ging. Göregens ursprüngliche Version des Songs war 2018 online erschienen. Als The Kiffness das Video entdeckte, fand er den Song äußerst eingängig und entschied sich, einen Remix zu erstellen. Nach der Veröffentlichung des Remixes und der positiven Resonanz, die zahlreiche Anfragen nach einer offiziellen Veröffentlichung hervorbrachte, kontaktierte The Kiffness Göregen über Instagram, um eine Zusammenarbeit zu vereinbaren.
2021 erstellte er einen Remix des Gurken-Songs Cucumba des britischen Reggaekünstlers Macka B, der sich thematisch weiterhin auf die gesundheitlichen Vorteile der Gurke konzentrierte und musikalisch neu arrangiert wurde. 2021 veröffentlichte er ein Lied, das eine Parodie auf Miriam Makebas The Click Song darstellt. Dieses Lied wurde kreiert, um den Menschen bei der richtigen Aussprache der neuen Namen für Port Elizabeth, King William’s Town und Maclear zu helfen, die von der südafrikanischen Regierung geändert wurden.
2023 spielte er seine erste Europatour. Im Mai 2024 erlangte er durch einen Remix der orangefarbenen Go Meow-Katze Cala in der TikTok-Community große Bekanntheit. Anfang 2020 veröffentlichte die Besitzerin der Katze Cala ein Video ihrer Katze im Internet, das sich schnell in den sozialen Medien verbreitete. Daraufhin schuf The Kiffness aus dem Katzengesang den Song. Die Katze verstarb im Juni 2024, woraufhin The Kiffness ihr das Lied RIP Cala widmete. Er machte sich durch zahlreiche Songs einen Namen, in denen er Ausschnitte aus Militäransprachen, von jaulenden Haustieren oder jüdischen Gebeten verwendet hatte.
Während der COVID-19-Pandemie erlangten seine Videos große Aufmerksamkeit und verbreiteten sich viral. Im Gegensatz zu vielen seiner Freunde, die jahrelang tourten und Mühe hatten, eine feste Fangemeinde aufzubauen, schaffte er es, innerhalb kurzer Zeit eine breite Anhängerschaft zu gewinnen. Sein gesellschaftliches Engagement und seine kritischen Äußerungen zu politischen Themen führten jedoch zu Kontroversen. Oft setzte er sich für benachteiligte Menschen ein und äußerte Kritik an den Entscheidungen der südafrikanischen Regierung, was ihm öffentliche Kritik von Regierungsvertretern einbrachte. Besonders brisant wurde es, als er einen Song veröffentlichte, der den linken Politiker Julius Malema unterstützte. Infolgedessen sah er sich nicht nur politischem Gegenwind, sondern auch heftigen Angriffen auf Social-Media-Plattformen wie X (ehemals Twitter) ausgesetzt. Obwohl er Südafrika als landschaftlich und kulturell vielfältiges Land beschreibt, betont er gleichzeitig die tief verwurzelten Probleme von Gewalt und Korruption, die das Land prägen. Dennoch äußert er eine starke Verbundenheit zu seiner Heimat, da die Bevölkerung durch die herausfordernden Lebensbedingungen eine bemerkenswerte Resilienz entwickelt habe. Die Annahme, dass der Name The Kiffness mit einer vermeintlichen Vorliebe für Marihuana in Verbindung steht, ist unzutreffend. In einer offiziellen Mitteilung betonte er, dass er nicht unter dem Einfluss von Drogen auftritt. Der Ausdruck to kiff hat in Südafrika eine andere Bedeutung und wird in der Surferszene häufig verwendet, um cool zu beschreiben.

### They’re Eating the Cats
In der ersten Debatte der Präsidentschaftswahl in den Vereinigten Staaten 2024 zwischen Kamala Harris und Donald Trump äußerte Trump die unbelegte Behauptung, dass Migranten in Springfield (Ohio) Hunde und Katzen essen würden. Diese Aussage, für die es keine Bestätigung aus der Stadt gab, führte zu Bombendrohungen gegen Schulen in Springfield und veranlasste den Bürgermeister, Trump als persona non grata zu erklären. The Kiffness produzierte daraufhin ein YouTube-Video mit dem Titel They’re Eating the Cats, in dem er die Äußerung mit Afrobeat hinterlegte. Das Video erlangte schnell große Popularität und wurde 16,1 Millionen Mal (Stand 29. April 2025) angesehen. The Kiffness entschloss sich, die Einnahmen aus seinem YouTube-Video They’re Eating the Cats an ein Tierheim in Springfield (Ohio) zu spenden. The Kiffness hat mit dem Song They're Eating the Cats eine humorvolle und gleichzeitig tiefgründige Parodie geschaffen, die sich auf Donald Trumps übertriebene Aussagen bezieht. Durch Satire kritisiert der Song die übersteigerte politische Rhetorik und zeigt auf, wie absurde Behauptungen dazu verwendet werden, Angst zu schüren. Wie er sagte, fanden sowohl Demokraten als auch Republikaner in den USA den Song unterhaltsam, was eine gewisse Ambivalenz in der politischen Wahrnehmung reflektiert. David Scott sagte, dass das Lied They're Eating the Cats weder für oder gegen einen Kandidaten sei, sondern einfach Spaß machen soll. Es bedeutet für ihn einen ungeahnten Popularitätsschub, da er auf YouTube dafür etwa pro Tag so viel Zugriffe hat, wie zuvor bei einem viralen Hit in einer Woche.

„Als ich den Clip zum ersten Mal hörte, erkannte ich sofort eine besondere Melodie in Trumps Stimme, die mich ansprach. Täglich erhalte ich unzählige Videos und muss sorgfältig auswählen, welche davon relevant sind. Oft probiere ich etwas aus und gehe weiter, wenn es nicht funktioniert. Doch bei diesem Clip war ich mir sofort sicher, dass er Potenzial hatte. Innerhalb von drei Minuten stellte ich die Akkorde und den Beat zusammen. Der erste Beat, den ich erstellte, war noch ziemlich einfach und funktionierte nicht so gut. Als ich jedoch den Afro-Beat ausprobierte, passte alles sofort. Da wusste ich, dass es gut werden würde.“

## Aktivismus
Im Jahr 2016 würdigte Scott die Opfer der Schießerei im Nachtclub Pulse in Orlando, Florida, mit der Veröffentlichung eines Songs namens You Say You Love Me. Im Musikvideo des Songs ist Manila von Teez zu sehen, eine der bekanntesten Drag-Artists aus Kapstadt. Scott erklärte, „dass er mit dem Video Gespräche über sexuelle Identität anstoßen wollte, insbesondere bei Menschen mit konservativen Einstellungen“. Er fügte hinzu, „Ich möchte auch, dass das Video die Mitglieder der LGBT-Community ermutigt, sich nie dafür zu schämen, wer sie sind.“
Im Jahr 2021 sammelte Scott durch die Veröffentlichung seiner Cat Jams EP Spenden für die SPCA in Sandton (Society for the Prevention of Cruelty to Animals), eine Organisation, die sich für den Tierschutz in der Region Sandton, Johannesburg einsetzt.
Im Zuge der russischen Invasion in der Ukraine im Jahr 2022 engagierte sich The Kiffness für das Land, indem er das Volkslied Oi u luzi chervona kalyna remixte. Der Frontmann der Band BoomBox, Andrij Chlywnjuk, sang den Titel und sagte eine geplante Tournee in den USA ab, um seinem Heimatland im Kampf gegen die russischen Truppen beizustehen. Die Einnahmen aus dem Remix sollten wohltätigen Zwecken zugutekommen, um die ukrainischen Streitkräfte zu unterstützen.

## Rezeptionen
Die Neue Zürcher Zeitung beschrieb ihn als Paradebeispiel für Selfmade-Musikstars, die ihren Ruhm über soziale Netzwerke erlangten. Er nutze Plattformen wie Instagram, TikTok und YouTube, um seine Musik direkt an die Fans zu bringen. Durch kreative Inhalte und Selbstvermarktung habe er sich eine treue Anhängerschaft aufgebaut und könne unabhängig von traditionellen Musiklabels erfolgreich sein.
Das Luxemburger Wort hob hervor, dass Scott ein bemerkenswertes Talent für Rhythmus und Melodie besäße. Trotz der Herausforderungen durch die COVID-19-Pandemie habe er internationale Anerkennung erlangt. Seine Werke kombinierten humorvolle und künstlerische Elemente, was ihm eine große Fangemeinde eingebracht habe. Besonders spannend sei die Integration von Katzengeräuschen in seine Kompositionen, die eine besondere Atmosphäre schafften und die Zuhörer fesselten.

## Sonstiges
Er trug bei einigen seiner Auftritte ein speziell angefertigtes Blumenkostüm. Dieses Kostüm wurde in Hội An in Vietnam aus einem Material gefertigt, das er und seine Frau ausgewählt hatten, da es an die Vorhänge seiner Großmutter erinnert.

## Diskografie

### EP
- Kiff (2014)
- Soul Safari (2017)
- Cat Jams (2021)

### Singles
- Where Are You Going (feat. Mathew Gold) (2014)
- Find A Way (feat. Shortstraw) (2014)
- Evergreen (feat. Matthew Gold) (2015)
- Pushin' On (feat. Samthing Soweto) (2016)
- You Say You Love Me (2017)
- Lose You (feat. Josh Wantie) (2018)
- White Privilege (2020)
- Ievan Polkka (Cat Cover) (2020)
- Numnum Cat (2020)
- Alugalug Cat (2021)
- Feira de Mangaio feat. (Mari Merenda) (2022)
- Coca-Cola (feat. Faisán) (2022)
- Big Billi Singing Cat (2022)
- Alugalug Cat 3.0 (2022)
- Sometimes I'm Alone (Lonely Cat) (2023)
- It's a Beautiful Day (feat. Maximillian & The Kiffness) (2023)
- Please Go Away (feat. Spaul) (2023)
- Worldly World (feat. Muyun Brothers) (2024)
- Amanheceu (feat. Ruan Vitor) (2024)
- They’re Eating The Cats (2024)